# Hans Berckemeyer

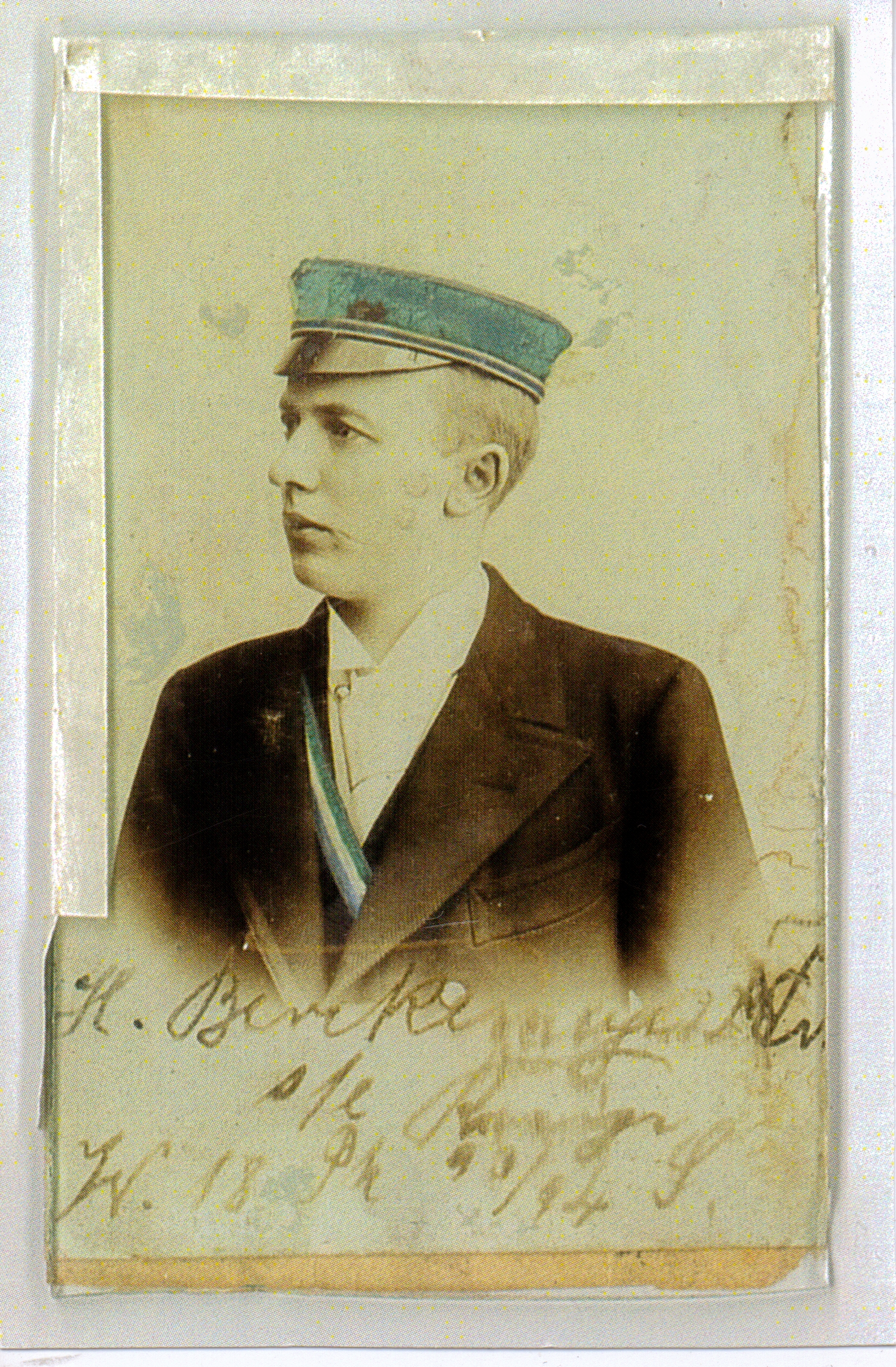
Hans Berckemeyer (1893/94)

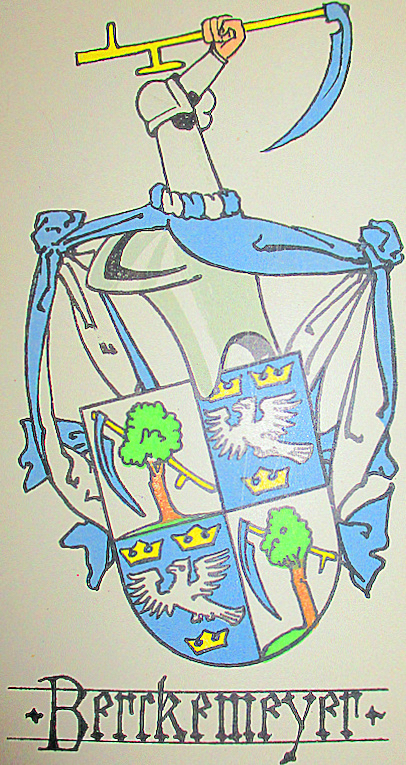
Wappen Berckemeyer

Hans Berckemeyer (* 29. Dezember 1873 in Zbirow; † 19. Juli 1957 in Berlin-Lankwitz) war ein deutscher Industriejurist im Bergbau.

## Leben
Sein Vater Hermann Berckemeyer (1835–1903) stammte aus Tecklenburg und war Generaldirektor der Schwerter Eisenindustrie sowie Mitglied der Dortmunder IHK. Berckemeyer studierte Rechtswissenschaft an der Philipps-Universität Marburg, der Georg-August-Universität Göttingen, der Rheinischen Friedrich-Wilhelms-Universität Bonn und der Universität Leipzig. Er wurde Mitglied des Corps Hasso-Nassovia (1894), des Corps Hildeso-Guestphalia Göttingen (1894) und des Corps Rhenania Bonn (1896). Hasso-Nassovia und Rhenania Bonn verliehen ihm später die Ehrenmitgliedschaft.
Nachdem er 1899 das Referendarexamen bestanden und 1900 zum Dr. iur. promoviert worden war, wurde er 1904 nach dem Zweiten Examen Gerichtsassessor. Seit 1903 bei der Gelsenkirchener Bergwerks-AG, wurde er 1904 Justitiar und 1905 Direktor der Hibernia AG. Von 1913 bis 1929 und von 1934 bis 1937 war er Generaldirektor und Vorstandsvorsitzender der Oberschlesischen Kokswerke und Chemischen Fabriken AG in Berlin. Über Jahrzehnte spielte er bei den Kokswerken und ihren Tochtergesellschaften eine Schlüsselrolle. Das Oberschlesische Industriegebiet wollte er zur Konkurrenz der westdeutschen Kohle- und Chemieunternehmen ausbauen.
1903 heiratete Berckemeyer Agnes Bröckelmann aus Neheim. Sie hatten drei Söhne, darunter Hermann († 1971), Lederfabrikant in Mülheim an der Ruhr, dem seit 1938 das Schloss Wilhelmsburg (Barchfeld) gehörte. Sein Sohn Hans (* 1905) heiratete Marie Luise Snethlage, Nachfahrin des aus Tecklenburg stammenden, einstigen Hammer Gymnasialdirektors Bernhard Moritz Snethlage und Enkelin von Johannes Sarnow.
Von 1911/12 saß Berckemeyer im Provinziallandtag von Westfalen. Vor der Reichstagswahl 1920 wollte die Deutsche Volkspartei Wähler der Deutschen Demokratischen Partei für sich gewinnen. Da das viele Juden betraf, verlangte Berckemeyer, Reichstagskandidat der DVP, in einem Brief an Gustav Stresemann eine eindeutige Distanzierung vom Antisemitismus. Sie würde „Tausende von Wählern und vor allem große Geldmittel“ bedeuten.
Ab 1922 saß er im Aufsichtsrat der Schering-Kahlbaum AG; von 1937 bis 1945 war er Aufsichtsratsvorsitzender der neuen Schering AG. Bei der Zeche Concordia war er Generaldirektor und Vorsitzer.
1932 heiratete er Ellen Steck. Als Witwer ging er 1950 die dritte Ehe mit Ilse Keller ein.
Seine letzte Ruhe fand er auf dem Parkfriedhof Lichterfelde.

## Aufsichtsräte
Nach Unterlagen im Archiv des Corps Hasso-Nassovia

### Vorsitzender
- Schering AG

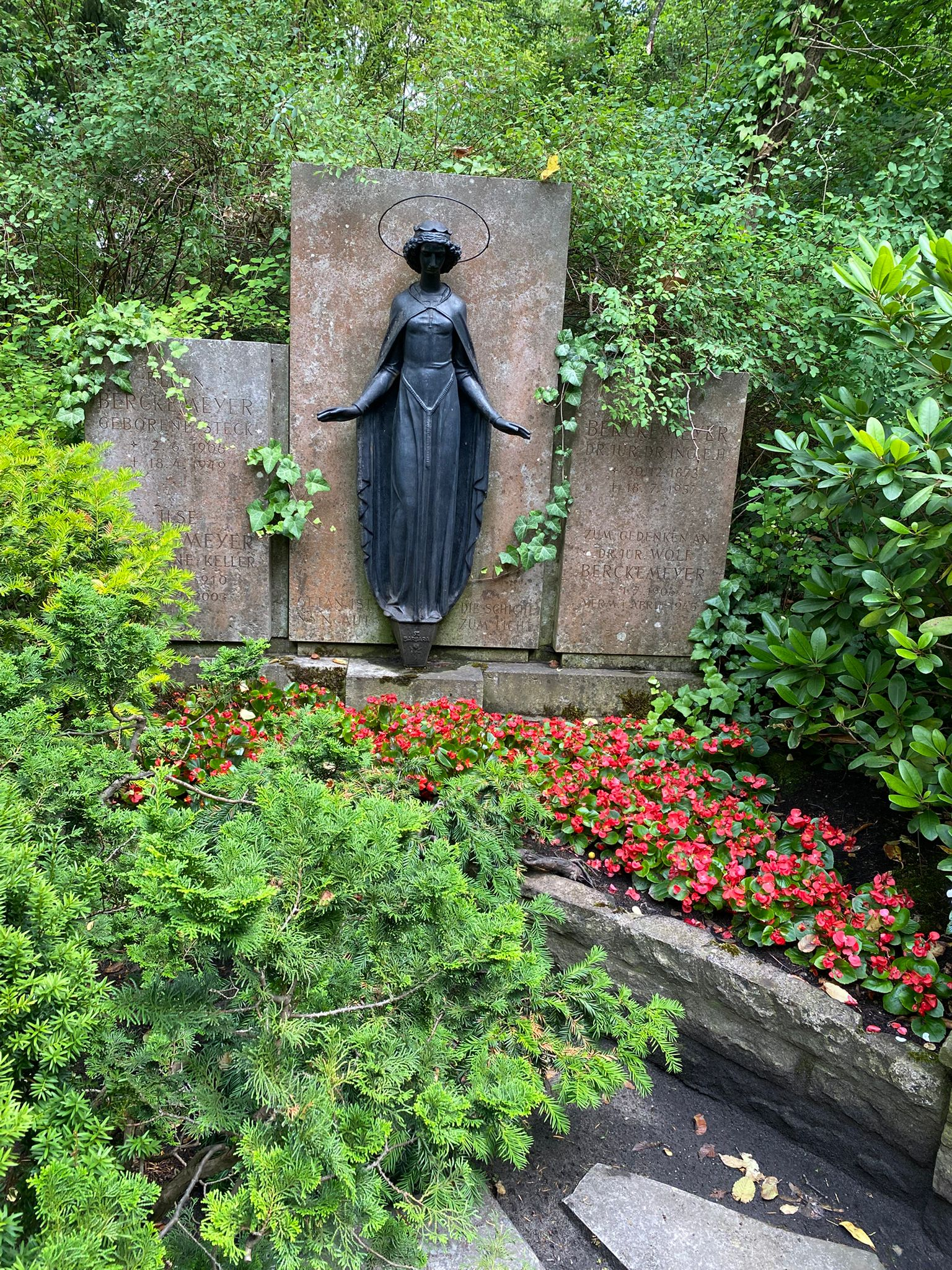
Grabstätte auf dem Parkfriedhof Lichterfelde

- Oberschlesische Kokswerke und Chemische Fabriken AG
- Niederschlesische Bergbau-AG, Neuweißstein
- Bergwerksgesellschaft Concordia AG, Oberhausen
- Borsig-Kokswerke AG, Hindenburg
- Hedwigshütte Kohlen- und Kokswerke AG, Berlin-Stettin
- Teerprodukten-Vereinigung des Ostens, Berlin
- Benzol-Vereinigung des Ostens GmbH, Berlin
- Alpine Chemische AG, Kufstein-Schaftenau
- Carl Coethen GmbH, Greiffenberg
- Duco AG, Berlin-Spindlersfeld
- Katag AG, Bielefeld

### Stellvertretender Vorsitzender
- Berliner Handels-Gesellschaft
- Voigtländer & Sohn AG, Braunschweig
- Pfeilring-Werke AG, Berlin-Charlottenburg

### Mitglied
- Bergbauliche Handelsgesellschaft Prag
- Montania Handelsgesellschaft für Brennstoffe, Berlin-Charlottenburg
- Reichskraftsprit, Berlin
- W. Spindler AG, Berlin-Spindlersfeld
- Deutsches Stickstoff-Syndikat, Berlin
- Westfälisch-Anhaltische Sprengstoff AG, Berlin

## Ehrenämter
Nach dem Archiv des Corps Hasso-Nassovia
- Schatzmeister der Reichsgruppe Industrie
- Reichswirtschaftsrichter
- Richter am Ehrengericht des  Reichsbundes Deutsche Jägerschaft
- Kuratoriumsmitglied vom Schlesischen Kohlenforschungsinstitut der Kaiser-Wilhelm-Gesellschaft
- Mitglied der Akademie für Deutsches Recht
- Mitglied des Vorstandsrats vom Haus der Deutschen Kunst
- Kuratoriumsmitglied des  Kaiser-Wilhelm-Instituts für ausländisches und internationales Privatrecht
- Mitglied vom Wirtschaftsrat der  Deutschen Akademie
- Mitglied des Verwaltungsausschusses vom  Deutschen Museum
- Kuratoriumsmitglied der  Deutschen Sporthilfe
- Mitglied des Reichsausschusses Kunst und Wirtschaft

## Ehrungen
- Dr.-Ing. E. h. der Technischen Hochschule Breslau (1926)
- Ehrenbürger der  TH Berlin